# Silene lerchenfeldiana
Silene lerchenfeldiana är en nejlikväxtart som beskrevs av Johann Christian Gottlob Baumgarten. Silene lerchenfeldiana ingår i släktet glimmar, och familjen nejlikväxter. Inga underarter finns listade i Catalogue of Life.